# Gisors

Gisors este o comună în departamentul Eure, Franța. În 1 ianuarie 2022 avea o populație de 12.395 de locuitori.